# Barbara Reis
Barbara Christina Sousa dos Reis (Rio de Janeiro, 20 de outubro de 1989) é uma atriz brasileira. Ganhou destaque em 2022 interpretando Débora, uma das grandes vilãs  de Todas as Flores, e em 2023 interpretando Aline, protagonista de Terra e Paixão.

## Biografia
Barbara nasceu no Méier, subúrbio do Rio de Janeiro, em 20 de outubro de 1989. É formada pela Casa das Artes Laranjeiras, onde, além da formação de atriz, cursou também interpretação para cinema e televisão. Estudou também no curso Tablado, estrelando em comerciais. Aos 12 anos, viu sua irmã atuando no teatro e decidiu que queria fazer igual. Barbara iniciou na carreira artística profissional atuando em peças de teatro.
Em fevereiro de 2023, ficou noiva do bailarino e preparador físico Raphael Najan, com quem estava junto há três anos e com quem comanda uma produtora teatral. O casal oficializou a união em dezembro do mesmo ano.

## Carreira
Barbara estreou na televisão em 2016 na primeira fase de Velho Chico, interpretando Doninha, a empregada dos De Sá Ribeiro, melhor amiga da protagonista e mãe de Cícero (Pablo Morais/Marcos Palmeira); a personagem foi vivida por Suely Bispo posteriormente. No ano seguinte participou da minissérie Dois Irmãos, como Maia, e da supersérie Os Dias Eram Assim, onde interpretou Cátia, estudante de Jornalismo e amiga de Alice (Sophie Charlotte). Em 2018 fez parte da telenovela Jesus, onde interpretou a gladiadora Susana, uma mulher forte e a frente de seu tempo. Em 2019 ganhou destaque ao interpretar a antagonista Shirley, mãe de Inês (Carol Macedo) que vive amargurada pelo abandono de seu antigo namorado, João Aranha (Caco Ciocler) em Éramos Seis; após o término da novela, participou do especial Falas Negras, interpretando a ativista Rosa Parks.
Em 2022 destacou-se interpretando a perversa Débora, uma das grandes vilãs de Todas as Flores; com um passado conturbado, Débora se envolvia na organização criminosa de seu marido, Samsa (Ângelo Antônio) e se juntava à vingança contra Luís Felipe (Cássio Gabus Mendes). Em 2023 interpreta Aline, professora que enviuva após um ataque dos capangas de Antônio La Selva (Tony Ramos) e busca se vingar do mesmo em Terra e Paixão, trama de Walcyr Carrasco para o horário das 21h, sendo essa a primeira protagonista de sua carreira. Em 2025, após integrar o elenco do filme Agentes Especiais, foi anunciada como intérprete de Ruth de Souza na peça teatral "Ruth & Léa", um musical sobre a amizade de Ruth com a também atriz Léa Garcia, interpretada por Ivy Souza. Além da peça, Barbara oficializou seu retorno às novelas em Três Graças, de Aguinaldo Silva, como Lena. 

## Filmografia

### Televisão
| Ano       | Título             | Personagem                       | Notas                               |
| --------- | ------------------ | -------------------------------- | ----------------------------------- |
| 2016      | Velho Chico        | Dulcina Matoso (Doninha) (jovem) | Episódios: "14 de março–9 de abril" |
| 2017      | Dois Irmãos        | Maia                             |                                     |
| 2017      | Os Dias Eram Assim | Cátia Andrade                    |                                     |
| 2018–2019 | Impuros            | Mariana Rocha Ferreira           |                                     |
| 2018–2019 | Jesus              | Susana                           |                                     |
| 2019–2020 | Éramos Seis        | Shirley Ferreira                 |                                     |
| 2020      | Falas Negras       | Rosa Parks                       | Especial de fim de ano              |
| 2021–2022 | Sob Pressão        | Enfª. Lívia Santiago             | [ 14 ]                              |
| 2022–2023 | Todas as Flores    | Débora Mondego / Marizete        |                                     |
| 2023      | Negociador         | Major Lara Chacur                |                                     |
| 2023–2024 | Terra e Paixão     | Aline Barroso Machado            |                                     |
| 2024      | Dança dos Famosos  | Participante (4º Lugar)          | Temporada 21                        |
| 2025–2026 | Três Graças        | Helena (Lena)                    | [ 15 ]                              |

### Cinema
| Ano  | Título            | Personagem |
| ---- | ----------------- | ---------- |
| 2019 | Mão na Cabeça     | Dani       |
| 2022 | Inverno           | Ana        |
| 2025 | Agentes Especiais | Nanda      |

## Teatro
| Ano  | Título                  | Personagem    |
| ---- | ----------------------- | ------------- |
| 2017 | Representa a Sociedade. | Luna          |
| 2025 | Ruth & Léa              | Ruth de Souza |

## Prêmios e indicações
| Ano  | Premiação                    | Categoria                               | Indicação      | Resultado |
| ---- | ---------------------------- | --------------------------------------- | -------------- | --------- |
| 2019 | Melhores do Ano Minha Novela | Melhor Atriz Coadjuvante (voto popular) | Éramos Seis    | Venceu    |
| 2023 | Prêmio ArteBlitz de Novela   | Melhor Atriz Protagonista               | Terra e Paixão | Indicada  |
| 2023 | Prêmio ArteBlitz de Novela   | Melhor Casal (com Cauã Reymond)         | Terra e Paixão | Indicada  |
| 2023 | Prêmio Potências!            | Atriz do Ano                            | Terra e Paixão | Indicada  |
| 2023 | Melhores do Ano              | Melhor Atriz de Novela                  | Terra e Paixão | Indicada  |
| 2023 | Troféu Raça Negra            | Melhor Atriz                            | Terra e Paixão | Venceu    |
| 2023 | Melhores do Ano - Duh Secco  | Atriz                                   | Terra e Paixão | Indicada  |